# Species360
Species360 (anteriormente International Species Information System o ISIS), fundada en 1974, es una organización internacional sin ánimo de lucro que mantiene una base de datos en línea de animales salvajes mantenidos en cautividad.

## Historia
En 1973,  Ulysses Sello y Dale Makey propuso el International Species Information System (ISIS) como una base de datos internacional para ayudar los zoológicos y acuarios a cumplir objetivos de manejo de conservación a largo plazo. Se fundó en 1974 con 51 miembros entre Europa y Norteamérica.
Desde 1989, la organización ha sido incorporada como entidad sin ánimo de lucro bajo una junta directiva internacional escogida por las instituciones miembro.  En 2016, la organización fue rebautizada a Species360.

## Funcionamiento
En 2016, la organización sirve a más de 1.000 zoológicos, acuarios y asociaciones zoológicas en 90 países de todo el mundo. La organización proporciona a sus miembros con una colección de datos zoológicos y un software de administración llamado ZIMS (Zoological Information Management System). La organización proporciona a sus miembros con una colección de datos zoológicos y un software de administración llamado ZIMS (Zoological Information Management System). A fecha de 2016, la base de datos de ZIMS contiene información de más de 21.000 taxonomías a nivel de especies y 74.000.000 registros médicos. También incluye 167.000.000 registros de manejo. Los miembros utilizan la información biológica básica (edad, sexo, parentesco, lugar de nacimiento, circunstancia de muerte, etc.) recogida en el sistema para manejar sus colecciones (incluyendo manejo demográfico y genético en muchos casos). También es utilizado para programas de cría ex-situ y colaborar en programas de conservación e investigación.
Desde su fundación en 1973, ha sido una organización no gubernamental (ONG) dedicada a objetivos conservacionistas, trabajando en colaboración con asociaciones de zoos de todo el mundo.
Algunos miembros regionales de la asociación incluyen:
- Asociación Colombiana de Parques Zoológicos y Acuarios (ACOPAZOA)
- Asociación Latinoamericana de Parques Zoológicos y Acuarios (ALPZA)
- Asociación de Acuarios & de Zoológicos (AZA)
- Asociación Europea de Zoos y Aquarios (EAZA)
- Asociación Japonesa de Zoos y Acuarios (JAZA)
- Sociedade de Zoológicos do Brasil (SZB)
- Asociación Australiana de Zoos y Acuarios (ZAA)

La organización tiene personal y representantes en Ámsterdam (Países Bajos), Bogotá (Colombia), Nueva Delhi (India) y la sede central en Minnesota (EE. UU.).

## Base de datos centralizada
Los zoológicos y acuarios modernos son, generalmente, bancos genéticos para especies amenazadas. En algunas ocasiones, especies extinguidas en estado salvaje han sido reproducidas en zoos para ser eventualmente reintroducidas en la naturaleza. Ejemplos incluyen el caso del hurón de pies negros, el cóndor de California, el caballo de Przewalski, el lobo rojo, el alción micronesio (aún no reintroducido) y el órice de Arabia. Los zoos, individualmente, no tienen espacio para mantener poblaciones sostenibles de especies (en el caso de muchos mamíferos y aves, se requieren más de 500 animales para poder mantener suficiente diversidad genética), por lo que asegurar la variabilidad genética requiere de coordinación entre múltiples zoológicos. Información de expertos científicos acerca del manejo, la nutrición y los cuidados veterinarios pueden difundirse por todos los zoológicos y acuarios del mundo. La gestión de las poblaciones y su reproducción depende de la información detallada de todos los animales que ponen a disposición todas las instituciones miembro, especialmente datos sobre el pedigrí y la demografía.
Los registros de Species360 son aceptados por cuerpos reguladores internacionales como CITES. Aproximadamente tres cuartas partes de los parques pertenecientes a la Asociación de Zoos y Acuarios (AZA) son miembros de ZIMS, y la Asociación Europea de Zoos y Acuarios (EAZA) requiere la membresía para poder entrar. La Estrategia Mundial por la Conservación de la Asociación Mundial de Zoos y Acuarios (WAZA) recomienda que todos los zoológicos y acuarios participen en la difusión de información vía ZIMS.